# Нолькен, Александр Генрихович
Барон Александр Генрихович Нолькен (нем. Arthur Alexander Freiherr von Nolcken; 1855—1928) — член Совета министра внутренних дел; камергер, действительный статский советник.

## Биография
Родился на острове Эзель (Сааремаа) в имении Куджапе  (эст.) 1 (13) апреля 1855 года в семье Генриха фон Нолькена (1821—1905), женатого с 1851 года на Ольге Мирбах (1832—1920).
Учился в 1-й Петербургской гимназии, откуда в 1871 году перешёл в Александровский лицей. Лицей окончил в 1877 году с серебряной медалью. Вступил в службу 21 мая 1877 года и участвовал в русской-турецкой войне; был награждён знаком отличия Военного ордена (1878) и румынским Железным крестом (1878).
С 10 декабря 1895 года состоял в Министерстве внутренних дел; с 1896 года — «в звании камергера»; с 6 декабря 1897 года — в чине действительного статского советника.
Был предводителем дворянства Витебской губернии (с 20.05.1896 по 1903) и почётным мировым судьёй Витебского уезда (до 1.05.1907 — после 1.09.1915).
С 11 июля 1903 года входил в Совет министра внутренних дел.
После 1917 года жил в эмиграции в Италии. Умер в Ницце 13 апреля 1928 года.

## Семья
Был женат на Софье Михайловне Рославлевой (1868—1937). Их дочь, Елена Александровна (1896—1936). Обе похоронены на Кладбище Тестаччо.

## Награды
- Знак отличия Военного ордена 4-й ст. (1878)
- румынский крест «За переход через Дунай» (1878)
- орден Св. Станислава 2-й ст. (1885)
- орден Св. Анны 2-й ст. (1887)
- орден Св. Владимира 3-й ст. (1893)
- орден Св. Станислава 1-й ст. (1901)
- орден Св. Владимира 2-й ст. (1913)